# Нафи мауля Ибн Умар
Абу Абдуллах Нафи ибн Хурмуз, известный как Нафи мауля Ибн Умар (араб. نافع مولى ابن عمر‎; ум. 735, Медина) — знаток хадисов и законовед (факих) эпохи табиинов.

## Рождение и происхождение
Согласно одним источникам, Нафи был родом из города Дайлам, согласно другим — из Нишапура. Он известен как вольноотпущенник (мауля) известного сподвижника Абдуллаха ибн Умара, сына второго праведного халифа. Нафи попал в плен ребёнком, и Абдуллах забрал его себе. Он не знал ни имени своего отца, ни кого-либо из своей семьи. Он вырос и жил в Медине, где получил воспитание и обучился основам религии. Позднее Абдуллах подарил ему свободу. Нафи рассказывал: «Однажды я вместе с Ибн Умаром пришел к Абдуллаху ибн Джафару. Он предложил Ибн Умару за меня двенадцать тысяч дирхамов, но он отказался и освободил меня из рабства». Однако Нафи не покинул Ибн Умара и продолжал служить ему в течение 30 лет. По его собственному признанию, вместе с Ибн Умаром он совершил хадж и умру свыше тридцати раз.

## Научное наследие
Нафи был одним из самых известных передатчиков хадисов и законоведов Медины того периода. Он пересказал много хадисов со слов Абдуллаха ибн Умара, Абу Хурайры, Абу Лубабы ибн Абд аль-Мунзира, Абу Саида аль-Худри, Аиши бинт Абу Бакр, Умм Саламы и других сподвижников. В свою очередь с его слов хадисы рассказывали Абдуллах ибн Динар, Салих ибн Кайсан, Ибн Шихаб аз-Зухри, Айюб ас-Сахтияни и другие. Его учеником был выдающийся богослов своего времени имам Малик. Передаваемые им хадисы вошли во все шесть известных сборников хадисов.
Сообщается, что имам Нафи не издавал фетвы самостоятельно, пока был жив Салим ибн Абдуллах ибн Умар. Он пользовался большим доверием омейядского халифа Умара ибн Абдул-Азиза, который доверял ему различные должности. По его распоряжению имам Нафи отправился в Египет для обучения местного населения религиозным обрядам и традиции. Согласно сообщению Айюба ас-Сахтияни, Умар ибн Абдул-Азиз также отправил Нафи в Йемен для сбора закята.

## Похвала ученых
- Имам Малик: «Мне было достаточно того, что передал Нафи со слов Ибн Умара, и я не считал нужным слышать это ещё от кого-нибудь»[6].
- Суфьян ибн Уйайна сказал: «Какой хадис может быть достовернее того, что передал Нафи‘?»[7]
- Ибн Сад сказал: «Он был надежным передатчиком и пересказал много хадисов»[7].
- Ахмад ибн Салих аль-Мисри сказал: «Нафи‘ был великим знатоком хадисов. Жители Медины считали его авторитетнее ‘Икримы[8]»[7].
- Аль-Халили сказал: «Рассказы Нафи‘ достоверны и безошибочны. Он признаются всеми [учеными]. Некоторые считали, что [в передаче хадисов] он надежнее, чем Салим ибн ‘Абдаллах, другие же считали их равными»[7].
- Ибн Халликан пишет: «Хадисоведы называют иснад имам аш-Шафии от имама Малика от Нафи от Абдуллаха ибн Умара золотым, потому что все эти передатчики были великими имамами»[6].
- Имам аль-Бухари сказал: «Самым достоверным иснадом хадисов является цепочка Малик от Нафи от Ибн Умара»[4].

## Смерть
Абдул-Азиз ибн Абу Раввад рассказывал: "Находясь при смерти, Нафи заплакал. Его спросили: «Почему ты плачешь?» Он ответил: «Я вспомнил Сада [ибн Муаза] и то, как могила сжимает [умершего]». Согласно одним источникам Нафи скончался в 737 или 738 году. Но большая часть преданий указывает на то, что он умер в 735 году.